# Elenor Gordon
Helen Orr Gordon, coniugata McKay, detta Elenor (Hamilton, 10 maggio 1934 – Wishaw, 9 luglio 2014), è stata una nuotatrice britannica.
Specializzata nella rana, ha vinto la medaglia di bronzo alle Olimpiadi di Helsinki 1952.

## Palmarès
- Olimpiadi

Helsinki 1952: bronzo nei 200 m rana.
- Giochi dell'Impero e del Commonwealth Britannico

1950 - Auckland: oro nei 220 yd rana e bronzo nella staffetta 4x110 yd mista (per la  Scozia).
1954 - Vancouver: oro nei 220 yd rana e nella staffetta 4x110 yd mista (per la  Scozia).